# Takács Sándor (katona)
Takács Sándor (Abaúj vármegye, ? — ??) magyar, olasz, amerikai szabadságharcos.

## Élete
Az 1848-49-es magyar szabadságharcban főhadnagyi rangban szolgált, 1850-ben a komáromi menlevelesekkel Cincinnatiba (Ohio) került, itt gyógyszerészsegédként működött. Feleségét is magával vitte. Az itáliai Magyar Légió megalakulásának hírére Európába utazott. 1861-ben még a Vezúv melletti magyar segélycsapatnál szolgált, de 1862-ben már az amerikai polgárháborúban harcolt kapitányi rangban. Több információnk nincs róla.